# Oxyuptychus antellarum
Oxyuptychus antellarum är en ringmaskart som först beskrevs av Moore 1901.  Oxyuptychus antellarum ingår i släktet Oxyuptychus och familjen käkiglar. Inga underarter finns listade i Catalogue of Life.